# Епідемія жовтої гарячки у Філадельфії 1793 року

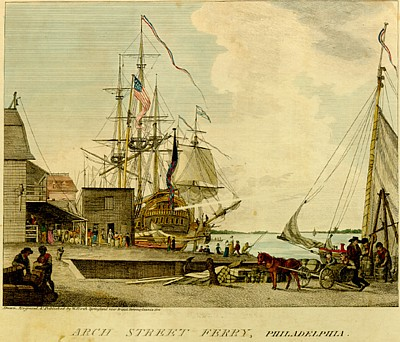
Пристань на вулиці Арч, де виявлено першу групу випадків

39°57′04″ пн. ш. 75°08′24″ зх. д. / 39.951° пн. ш. 75.14° зх. д.
Епідемія жовтої гарячки у Філадельфії 1793 року (англ. 1793 Philadelphia yellow fever epidemic) — епідемія жовтої гарячки, яка відбулася у Філадельфії і призвела до смерті 5-6 тисяч містян із близько 50 тисяч мешканців міста. Вважається найбільшою епідемією цієї хвороби в США. До кінця вересня 1793 року 20 тисяч людей покинули місто, включаючи членів Конгресу та виконавчих чиновників федерального уряду. Більшість повернулися лише після того, як епідемія вщухла наприкінці листопада. Рівень летальності досяг піку в жовтні, перш ніж холод остаточно вбив переносників хвороби комарів і поклав край епідемії. Лікарі тоді випробували різні методи лікування, але не знали ні про походження хвороби, ні про те, що хвороба передається комарами.

## Перебіг
Ще навесні 1793 року французькі біженці, деякі з рабами, прибули з колонії Франції Кап-Франсе, Сен-Домінго (нині Гаїті). 2000 іммігрантів втекли від революції рабів на півночі острова. Вони переповнили порт Філадельфії, де почалася перша за 30 років епідемія жовтої гарячки. Цілком імовірно, що біженці та кораблі перевезли заражених вірусом комарів. Комарі легко розмножуються в невеликій кількості стоячої води. Медична спільнота та інші в 1793 році не розуміли ролі комарів у передачі жовтої гарячки, малярії та деяких інших хвороб.
У портах і прибережних районах Сполучених Штатів, навіть на північному сході, серпень і вересень вважалися «сезоном хвороб», коли були поширені різні гарячки. На Півдні США плантатори та інші заможні люди зазвичай залишали низину протягом цього сезону. У 1793 році Філадельфія була тимчасовою столицею Сполучених Штатів, і уряд мав повернутися восени. Президент Джордж Вашингтон виїхав із міста до свого маєтку Маунт-Вернон.
Перші двоє людей, які померли від жовтої гарячки на початку серпня у Філадельфії, були недавніми іммігрантами, один з Ірландії, а інший із Сан-Домінго. Листи з описом їхніх випадків були опубліковані в брошурі приблизно через місяць після їхньої смерті. Молодий лікар, якого послали наглядачі за бідними лікувати ірландку, був збентежений, і його лікування не врятувало її.
За версією історика Біллі Сміта основним «переносником» чуми 1793 року до Філадельфії та інших атлантичних портів було британське торгове судно «Ганкі», яке втекло із західноафриканської колонії Болама (острів біля Західної Африки, нинішня Гвінея-Бісау) у листопаді 1792 року. Воно поширювало жовту гарячку в кожному порту заходу в Карибському басейні та на східному узбережжі Атлантичного океану. Сучасні медичні дослідники вважають, що у приміщеннях судна були інфіковані комарі.
Через два тижні через збільшення кількості випадків хвороби доктор Бенджамін Раш, тоді учень лікаря, побачив закономірність; він визнав, що жовта гарячка повернулася. Раш попередив своїх колег та уряд про те, що місто зіткнулося з епідемією «дуже заразної, а також смертельної… жовтої гарячки, яка переходить у жовчний шлях». Вважаючи, що біженці з Сен-Домінге є носіями хвороби, місто ввело карантин на іммігрантів та їхні товари на два-три тижні, але не змогло його забезпечити, оскільки епідемія ширилася й далі.
На той час Філадельфія, найбільше місто США з приблизно 50 000 мешканців, було відносно компактним, і більшість будинків знаходилися в межах семи кварталів від головного порту на річці Делавер. Доки простягнулися від Саутворка на південь від Філадельфії до Кенсінгтона на півночі. Випадки хвороби спочатку зосередилися навколо пристані на Арч-стріт. Раш звинуватив у причині «пошкоджену каву, яка розклалася на пристані біля Арч-стріт». Незабаром випадки з'явилися в Кенсінгтоні. Оскільки порт був критично важливим для економіки штату, губернатор Пенсільванії Томас Міффлін ніс відповідальність за його функціонування. Він попросив портового лікаря, доктора Джеймса Гатчінсона, оцінити стан порта. Лікар виявив, що 67 із приблизно 400 мешканців поблизу пристані на Арч-стріт були хворі, але лише 12 мали «злоякісну гарячку».
Пізніше Раш описав кілька випадків: 7 серпня він лікував молодого чоловіка від головного болю, гарячки та блювання, а 15-го лікував вже його брата. Того ж дня пожовтіла жінка, яку він лікував. 18-го серпня хворий на третій день гарячки не мав пульсу, був холодний на дотик, липкий і жовтий, але міг сидіти на своєму ліжку. За кілька годин він помер. 19 серпня жінка, яку відвідав Раш, померла за кілька годин. П'ятеро людей, які були біля її будинку, загинули. Жодна з цих жертв не була нещодавнім іммігрантом.
Коледж опублікував у міських газетах лист, написаний комітетом на чолі з Рашем, пропонуючи 11 заходів для запобігання «прогресу» хвороби. Вони попереджали громадян уникати втоми, спекотного сонця, нічного повітря, надмірної кількості алкоголю та всього іншого, що може знизити опір хворобі. Оцет і камфора в заражених приміщеннях «не можна надто часто використовувати на носових хустках або в пахучих пляшках особами, чиї обов'язки вимагають відвідування або догляду за хворими». Вони окреслили заходи для міської влади: припинити дзвонити в церковні дзвони та зробити поховання приватними; робити прибирання вулиць і пристаней; підривати порох на вулиці, щоб збільшити кількість кисню. Кожен повинен уникати непотрібного контакту з хворими. Бригади були направлені для очищення пристаней, вулиць і ринку, що підбадьорило тих, хто залишився в місті. Багато з тих, хто міг, покинули місто.

## Тимчасові лікарні
Як і всі лікарні того часу, госпіталь Пенсільванії не приймав пацієнтів з інфекційними захворюваннями. Опікуни бідних заволоділи Буш-Гіллом, маєтком площею 150 акрів за межами міста, власник якого Вільям Гамільтон протягом тривалого часу перебував в Англії. Віце-президент Джон Адамс орендував головний будинок, тому хворих на жовту гарячку розмістили у прибудовах.
Кінець серпня історично не був напруженим часом у місті. Багато сімей, які могли собі дозволити або мали родичів у селі, цього спекотного місяця жили деінде. Починаючи з вересня, поставки загалом зросли з надходженням осіннього товару з Великої Британії. У 1793 році Федеральний конгрес не мав відкрити сесію до листопада, але Асамблея Пенсільванії зібралася в перший тиждень вересня.
Порада Колегії лікарів передбачала, що гарячка є заразною, і люди повинні уникати контакту з її жертвами, хоча «обов'язки» вимагають, щоб про них піклувалися. Проте в сім'ях, коли людиною з жовтою гарячкою були мати чи батько, вони могли заборонити своїм дітям наближатися до них. Раш знав про спостереження доктора Джона Лінінга під час епідемії 1742 року в Чарлстоні, Південна Кароліна, про те, що африканські раби хворіли меньше і слабіше, ніж білі люди. Він думав, що вихідці з Африки мають природний імунітет. Написавши короткого листа до газет під псевдонімом «Ентоні Бенезет», Раш попросив їх «надати свої послуги з догляду за хворими, щоб допомогти у біді».

## Паніка і біженці
Між публікацією листа коледжу 25 серпня та смертю доктора Гатчінсона 7 вересня паніка поширилася по всьому місту, ще більше людей втекло. З 1 серпня по 7 вересня в місті померло 456 осіб. 8 вересня було повідомлено про 42 смерті. Приблизно 20 000 людей покинули місто до вересня, включно з політичними лідерами. Щоденна кількість смертей залишалася вище 30 до 26 жовтня. Найгірший семиденний період був між 7 і 13 жовтня, коли було зареєстровано 711 смертей.

## Суперечки щодо лікування
Зусилля з очищення міста не перемогли поширення хвороби, оскільки комарі-переносники розмножуються як у чистій, так і в брудній воді. 7 вересня доктор Адам Кун порадив пацієнтам лікувати симптоми, щойно вони з'явилися.
Раш стверджував, що пробував стимулюючі засоби Куна, але його пацієнти все одно помирали. Він рекомендував інші методи лікування, включаючи очищення та кровопускання, і опублікував свої теорії. Надія, запропонована будь-яким із цих методів лікування, незабаром розвіювалося, коли стало ясно, що вони не виліковують хворобу, а конкуруючі твердження лікарів деморалізували пацієнтів.
У своїй розповіді про епідемію 1794 року видавець і економіст Метью Кері (Mathew Carey) зазначив, що інші лікарі стверджували, що використовували каломель (з'єднання ртуті) й до Раша і що «її ефективність була великою і врятувала багатьох від смерті». Кері додав, що «ефективність кровотечі, у всіх випадках без гниття, була великою». Раш навчав афроамериканських медсестер, як пускати кров пацієнтів. Аллен і Джонс написали, що вони вдячні за те «що були знаряддям у руці Бога для порятунку життів сотень наших страждаючих співсмертних». Ліки Раша стали стандартним американським лікуванням гарячки в 1790-х роках і широко використовувалися впродовж наступних 50 років.
Доктор Марк Честерфілд також запропонував навчити ув'язнених виконувати небезпечну роботу зі збору трупів і транспортування хворих, але ця ідея викликала великі суперечки та була полишена. Пізніше доктор Честерфілд сам став жертвою хвороби і помер внаслідок надмірного кровопускання від рук доктора Раша.
Твердження Раша про те, що його ліки вилікували 99 із 100 пацієнтів, змусило істориків і сучасних лікарів виказати недовіру до його ліків та підходу до медичної науки. Деякі сучасники також нападали на нього. Редактор газети Вільям Коббетт критикував терапію Раша і назвав його Санградо (Кров'яний) на честь персонажа французького письменника Алена Рене Лесажа Жіля Блаза, який призводив пацієнтів до смерті. У 1799 році Раш виграв 5000 доларів США у суді, звинувативши Коббетта у наклепі.

## Реакція уряду на кризу
Законодавчі збори штату перервали вересневу сесію після того, як на сходах державної будівлі штату було знайдено мертве тіло. Губернатор Міффлін захворів, і лікар порадив йому залишити країну. Банки міста залишалися відкритими. Але банківські операції були настільки сповільнені через нездатність людей погасити кредити через збої внаслідок епідемії, що банки автоматично не гасили їх до закінчення епідемії.
Мер міста Метью Кларксон організував відповідь міста на епідемію. Більшість членів Загальної ради втекли разом із 20 тисячами інших жителів. Люди, які не залишили Філадельфію раніше другого тижня вересня, могли покинути місто лише з великими труднощами, і вони стикалися з перекриттями доріг, патрулюванням, перевірками та карантином. 12 вересня Кларксон скликав співгромадян, зацікавлених у допомозі Варті бідних. Вони сформували комітет, щоб взяти на себе керівництво Вартою і здолати кризу.
14 вересня до Кларксона приєдналися 26 чоловіків, які сформували комітет мера для реорганізації лікарні для лікування жовтої гарячки, організації візитів до хворих, годування тих, хто не в змозі піклуватися про себе, і організації перевезення хворих до лікарні та померлих до Поттерового поля. Комітет діяв швидко: після повідомлення про те, що 15-місячні близнюки залишилися сиротами, через два дні комітет визначив будинок для розміщення дедалі більшої кількості сиріт.
Коли комітет мера перевірив лікарню, вони виявили, що медсестри не мають кваліфікації. «Хворих, вмираючих і мертвих без розбору змішували разом. Хворим дозволялося евакуювати хворих у найнебезпечнішому стані… Насправді це була велика людська бійня.» 15 вересня Пітер Гельм, виробник бочок, і Стівен Джірард (Stephen Girard), торговець і судновласник, який народився у Франції, зголосилися особисто керувати лікарнею та представляти там комітет мера.
Вони швидко покращили роботу лікарні: відремонтували ліжка та привезли з в'язниці більше, щоб пацієнтам не доводилося лежати на підлозі. Під місце для видужуючих пристосували сарай. 17 вересня керівники прийняли на роботу 9 медсестер і 10 фельдшерів, а також жінку-матрону. Вони виділили 14 кімнат під палати для пацієнтів чоловічої та жіночої статі. З відкриттям джерела в маєтку працівники організували накачування чистої води в лікарню. Гельм і Джірард повідомили комітет, що вони можуть прийняти понад 60 пацієнтів, які тоді перебували під їхньою опікою, і незабаром у лікарні було 140 пацієнтів.
Джірард виявив, що періодичні візити чотирьох молодих лікарів з міста додали плутанини у лікуванні пацієнтів. Він найняв Жана Девеза, французького лікаря з досвідом лікування жовтої гарячки в Сан-Домінго. Девез дбав лише про пацієнтів у лікарні, і йому допомагали французькі аптекарі.
Новини про те, що пацієнти, які лікувались у лікарні, одужують, спонукали багатьох людей повірити, що медицина бере контроль над хворобою. Але незабаром з'ясувалося, що летальність у лікарні залишалася високою, тому близько 50 % госпіталізованих померли.

## Реакція інших міст США
Оскільки кількість загиблих у місті зросла, чиновники сусідніх громад і великих портових міст, таких як Нью-Йорк і Балтімор, встановили карантин для біженців і товарів із Філадельфії. У Нью-Йорку створено «Комітет, призначений для запобігання поширенню та занесенню інфекційних захворювань у цьому місті», який створив патрулі громадян для контролю за в'їздом до міста. Повозки з Філадельфії не пускали в багато міст. Гавр-де-Грейс, штат Меріленд, наприклад, намагався перешкодити людям із Філадельфії перетнути річку Сасквеханна в Меріленд. Сусідні міста надсилали харчі та гроші; наприклад, Нью-Йорк надіслав 5000 доларів до Комітету мера. Вудбері, Спрінгфілд (Нью-Джерсі), Честер (штат Пенсільванія) і Елктон (штат Меріленд) прийняли біженців із Філадельфії.

## Звинувачення Кері
У своїй розповіді про епідемію 1793 року Метью Кері протиставив жертовність таких людей, як Джозеф Інскіп, квакер, який служив у Комітеті мера, а також відвідував хворих, з егоїзмом інших. Коли Інскіп захворів, то попросив допомоги в сім'ї, яку відвідував, коли кілька її членів хворіли. Вони відмовилися. Він загинув, що цілком могло статися, навіть якби йому допомагали. Кері повідомив про їх відмову.
Він написав про жадібність, особливо орендодавців, які викидали на вулицю одужуючих орендарів, щоб отримати контроль над їхніми квартирами. Хоча він хвалив Річарда Аллена та Абсалома Джонса за їхню роботу, він припустив, що темношкіри мешканці спричинили епідемію, і що деякі темношкірі медичні сестри брали високі гонорари та навіть крали в тих, про кого вони піклувалися.
Аллен і Джонс швидко написали памфлет, щоб захистити темношкірих людей. Історик Джулі Вінч вважав, що вони хотіли захистити свою громаду, знаючи, наскільки могутнім був Кері, і бажаючи зберегти репутацію свого народу після епідемії. Автори відзначили, що перші медсестри з Вільного африканського товариства працювали без жодної оплати. Оскільки рівень летальності зріс, їм довелося наймати людей, щоб будь-хто мав справу з хворими та вмираючими.

## Закінчення епідемії
Лікарі, священники та миряни сподівалися, що настання осені покінчить з епідемією. Спочатку сподівалися, що сезонний «шторм рівнодення», або ураган, звичайний для цієї пори року, «здує хворобу». Натомість сильні дощі наприкінці вересня, здавалося, корелювали із вищим рівнем випадків.
Перші два тижні жовтня стали піком епідемії. Більшість церков припинили богослужіння, а пошта переїхала із зони найбільшої кількості звернень. Базарні дні тривали, пекарі продовжували випікати та роздавати хліб. Кілька членів Комітету міського голови загинули. Афроамериканські медсестри також почали помирати від хвороби. Підводи відвозили хворих на Буш-Гілл, а мертвих — на могили. Лікарі також хворіли та помирали, і менше було доступних для догляду за пацієнтами. Троє учнів Раша та його сестра померли. Він був надто хворий, щоб вийти з дому.
В офіційному реєстрі смертей було зазначено 4044 людини, які померли між 1 серпня та 9 листопада 1793 року на основі підрахунку могил, тому загальна кількість, ймовірно, була більшою. Міська влада, медичні та релігійні лідери, видавці газет повідомили про кількість та зазначили імена жертв на основі протоколів Комітету міського голови. У додатку до онлайн-видання Minutes перераховані імена всіх пацієнтів, які були госпіталізовані до лікарні Буш-Гілл, а також порядок їх історій хвороби. Видавець Метью Кері опублікував свою історію епідемії лише через кілька тижнів після її закінчення. Він перерахував імена загиблих у кінці книги, що є однією з причин того, що вона стала бестселером.
Ті біженці з Сен-Домінге, які вважали, що мають імунітет, вільно ходили вулицями, але мало хто з інших жителів робив це. Ті, хто не втік з міста, намагалися перечекати епідемію вдома. Коли Комітет міського голови швидко переписав загиблих, вони виявили, що більшість жертв були бідняками, які померли в будинках, розташованих у провулках, позаду головних вулиць, де велася більшість міських справ.
Швидка послідовність інших епідемій жовтої гарячки у Філадельфії та інших місцях на північному сході Сполучених Штатів надихнула багато розповідей про зусилля, спрямовані на стримування, контроль і боротьбу з цією хворобою. Раш написав звіти про епідемії 1797, 1798 та 1799 років у Філадельфії. Він переглянув свій звіт про епідемію 1793 року, щоб усунути посилання на те, що хвороба була заразною. Він варіював свої ліки. У 1798 році він був призначений головним лікарем у госпіталі. Рівень летальності того року був приблизно таким же, як і в Буш-Гіллі в 1793 році, незважаючи на радикальну різницю між використовуваними методами лікування.
Ной Вебстер, видавець газет у Нью-Йорку, разом із двома лікарями видав «Медицинський репозиторій», журнал, який збирав звіти про епідемії по всій країні. Вебстер використав ці дані у своїй книзі 1798 року, припускаючи, що нація піддається широко поширеній «епідемічній конституції» в атмосфері, яка може тривати 50 років і робити смертоносні епідемії майже неминучими. Особливо велика смертність була у Філадельфії. Цей факт, разом із поширенням хвороби між Бостоном і Чарльстоном між 1793 і 1802 роками, зробив жовту гарячку національною кризою. Як писав Томас А. Апель, «жовта гарячка становила найактуальнішу національну проблему з ранніх національних проблем. […] Жовта гарячка підірвала суспільну чесноту, наріжний камінь республіки здоров'я».
Першою історією епідемії, яка спиралася на більш первинні джерела, була книга Дж. Х. Пауелла (Виведіть ваших мертвих) (1949). Хоча Пауелл не писав наукової історії епідемії, його робота переглядала її історичну важливість. З середини XX століття науковці вивчали аспекти епідемії, спочатку в статтях. Наприклад, у книзі Мартіна Перніка «Політика, партії та епідемія: епідемія жовтої гарячки у Філадельфії та підйом першопартійної системи» наведені статистичні дані, які показують, що лікарі-республіканці зазвичай застосовували терапію Раша, а лікарі-федералісти — Куна.